# Spotlight-festivalen
Spotlight-festivalen er en årligt tilbagevendende kulturfestival for børn og unge. Festivalen foregår i Vejle, Jelling, Egtved, Give og Børkop (lig med den nye Vejle Kommune). 
Spotlight er en festival, hvor Vejle Kommunes kulturforvaltning, daginstitutioner, skoler, foreninger, kulturinstitutioner, ungdomsuddannelser, kunstnere og frivillige hjælpere går sammen om at skabe de bedste rammer for en hel uge dedikeret til kunst og kultur.
Festivalen afholdes typisk i uge 38 og blev afholdt for fjerde gang i 2010 den 22. – 25. september. Her deltog 5.000 børn og unge i mere end 100 forskellige produktioner.
Spotlight er et stort tilløbsstykke med såvel lokale indslag og besøg fra kendte såsom Sigurd Barrett.

## Temaer
Hvert år skifter festivalen tema. Festivalen har haft følgende temaer:
- 2007 Der var ikke noget tema
- 2008 Fantasy
- 2009 Gadeliv
- 2010 Drømme
- 2011 Omvendt vendt om (festivalen afholdes fra 21. september til 24. september 2011)